# 피오눌라 플래너건
피눌라 플래너건(Fionnula Flanagan, 영어 발음: /fɪˈnuːlə/, 1941년 12월 10일 ~ )은 아일랜드의 배우이다.

## 작품 목록
- 바다의 노래: 벤과 셀키요정의 비밀